# ℮

Symbolen ℮ som den skall se ut. Vissa datorer visar inte symbolen korrekt i löpande text.

℮-tecknet (e-tecknet), ℮-märket (e-märket), ℮-symbolen (e-symbolen), EG-märket (även tidigare namn på CE-märket) eller EEG-typgodkännandemärket är namnet på tecknet ℮, som används för att visa att en förpackning garanteras att innehålla angiven mängd vara.

## Användningsområden
På en förpackning skrivs, i regel, förpackningsinnehållets volym eller vikt. Detta mått kallas för varans nominella volym respektive nominella vikt. Symbolen ℮ skrivs på förpackade varor, som säljs inom EU, i närheten av texten över varans nominella vikt eller volym, för att visa att förpackaren eller importören av varan garanterar att felmarginalen för innehållets faktiska (verkliga) vikt eller volym ligger inom de gränser som beslutats genom EG-direktivet 75/106, 80/232 och 76/211/EEG om "tillnärmning av medlemsstaternas lagstiftning om färdigförpackning av vissa varor efter vikt eller volym".
| Mängd (gram / milliliter) | Tilåten avvikelse | Tilåten avvikelse |
| ------------------------- | ----------------- | ----------------- |
| Mängd (gram / milliliter) | %                 | Absolut           |
| 5 - 50                    | 9 %               | -                 |
| 50 - 100                  | -                 | 4,5 gr/ ml        |
| 100 - 200                 | 4,5 %             | -                 |
| 200 - 300                 | -                 | 9 gr/ ml          |
| 300 - 500                 | 3 %               | -                 |
| 500 - 1 000               | -                 | 15 gr/ ml         |
| 1 000 - 10 000            | 1,5 %             | -                 |

I tillägg måste det genomsnittliga innehållet av tillverkade förpackningar ligga på den nominella vikten, högst 2,5% av totalantalet får ha en högre avvikelse än vad som anges i tabellen, och ingen förpackning får någonsin avvika mer än det dubbla värdet.
Det betyder att om 1000 varor om 250 gram tillverkats, så måste totalvikten vara 250x1000 gram, högst 25 förpackningar får innehålla mindre än (250-9) 241 gram, och ingen av dem får understiga (250-18) 232 gram.
Användandet av tecknet är frivilligt men bindande, och varierar därför avsevärt mellan de olika EU-medlemsländerna. I Sverige gev Sveriges provnings- och forskningsinstitut (SP) företag rätten att använda ℮-märket genom ett ℮-märkningscertifikat. Numera sköts detta av SWEDAC.
Det finns även ett annat e-märke, gemena e följt av en siffra inom en ram, för fordon eller fordonskomponenter enligt fordonsdirektivet 2004/104/EG.

## Tecknets utformning
Symbolen ℮ påminner om den gemena (lilla) latinska bokstaven e, med tjockare vertikala sidor. Tecknets utseende regleras exakt genom EU-direktivet 71/316/EGG (se nedan under Externa länkar).

## Att generera tecknet
Många teckensnitt innehåller tecknet ℮, dock är det inte ett "standardtecken" och det kan därför hända att tecknet inte visas nedan ifall det visade teckensnittet inte stöder tecknet.

### Unicode
Unicode-koden för ℮ är U+212E (Estimated symbol).

### HTML
HTML-koden för ℮ är &#x212E;.